# 30 Seconds to Mars (album)
30 Seconds to Mars je prvi album rock skupine 30 Seconds to Mars. Izšel je leta 2002 pri založbi Virgin Records.

## Seznam skladb
Vse pesmi je napisal in uglasbil Jared Leto, razen kjer je drugače zapisano.
| Št.             | Naslov                                                 | Pisec            | Dolžina |
| --------------- | ------------------------------------------------------ | ---------------- | ------- |
| 1.              | „Capricorn (A Brand New Name)‟                         |                  | 3:53    |
| 2.              | „Edge of the Earth‟                                    |                  | 4:37    |
| 3.              | „Fallen‟                                               |                  | 4:59    |
| 4.              | „Oblivion‟                                             |                  | 3:29    |
| 5.              | „Buddha for Mary‟                                      |                  | 5:45    |
| 6.              | „Echelon‟                                              |                  | 5:49    |
| 7.              | „Welcome to the Universe‟                              |                  | 2:40    |
| 8.              | „The Mission‟                                          |                  | 4:04    |
| 9.              | „End of the Beginning‟                                 |                  | 4:39    |
| 10.             | „93 Million Miles‟                                     |                  | 5:20    |
| 11.             | „Year Zero‟ (vključuje skriti posnetek "The Struggle") | J. Leto, S. Leto | 7:52    |
| Skupna dolžina: | Skupna dolžina:                                        | Skupna dolžina:  | 53:07   |

| Bonus (Japonska izdaja) | Bonus (Japonska izdaja)                                       | Bonus (Japonska izdaja) | Bonus (Japonska izdaja) |
| Št.                     | Naslov                                                        | Pisec                   | Dolžina                 |
| ----------------------- | ------------------------------------------------------------- | ----------------------- | ----------------------- |
| 11.                     | „Year Zero‟                                                   |                         | 4:44                    |
| 12.                     | „Anarchy in Tokyo‟ (vključuje skriti posnetek "The Struggle") | J. Leto, S. Leto        | 7:35                    |
| Skupna dolžina:         | Skupna dolžina:                                               | Skupna dolžina:         | 53:52                   |